# Iwan Panfilowitsch Below

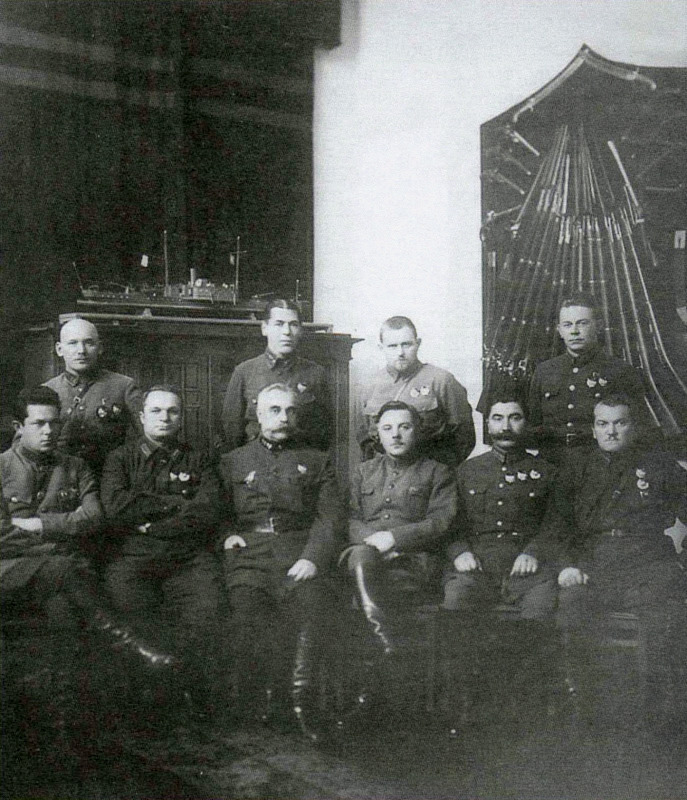
Der sowjetische Revolutionäre Kriegsrat im Dezember 1927, Iwan Below stehend Zweiter von rechts

Iwan Panfilowitsch Below (russisch Иван Панфилович Белов; * 15. Junijul. / 27. Juni 1893greg. in Kallinnikowo in der Oblast Wologda; † 29. Juni 1938) war ein sowjetischer General.

## Leben
Der Sohn eines armen Bauern betätigte sich 1913 als Arbeiter in einem Sägewerk. Im gleichen Jahr wurde er Mitglied der russischen Armee bis 1916, wo er als Unteroffizier im 13. Sibirischen Infanterie-Regiment im  Ersten Weltkrieg diente. In den Jahren 1916 bis 1917 wurde er in ein Strafbataillon eingewiesen.
Er gehörte von 1917 bis 1919 der linken Fraktion der Sozialrevolutionäre an. Nach der Februarrevolution 1917 wählte man ihn zuerst zum Sekretär des Soldatenkomitees des 1. Sibirischen Reserve-Infanterieregiments in Taschkent, danach zum Leiter. Diese Funktion übte er bis 1918 aus. Als die Oktoberrevolution ausbrach, stellte er sich auf die Seite der Roten Garde und unterstützte diese mit Waffen und Munition. Von 1918 bis 1919 befehligte er Garnison und Festung von Taschkent. 
Im Januar 1919 gab es einen Aufstand gegen die bestehende Führung in Taschkent, den er aber niederschlagen konnte. Als Folge dieser Entwicklung trat er der SDAPR bei. Von 1919 an wurde er Oberkommandierender der bewaffneten Kräfte der Sowjetischen Turkmenischen Republik. Danach übernahm er bis 1920 das Kommando über die 3. turkmenische Infanteriedivision, dann das Kommando in der Region Semiretschje (heute Kasachstan, Kirgistan und Xinjiang) im Kampf gegen die von Boris Annenkow und Alexander Dutow geführten weißen Kosaken.    
In den Jahren 1921 bis 1922 führte er das Kommando über die 2., 9. Don und 22. Krasnodarer Infanterie-Division. Von 1923 bis 1925 übernahm er als Kommandeur den Befehl über das 2., 9. und 15. Infanteriekorps im Nordkaukasischen Militärbezirk. Im Jahr 1923 besuchte er auch die Akademie des Generalstabs. Im Moskauer Militärbezirk war er als stellvertretender Kommandeur von 1925 bis 1927 eingesetzt.
Das Kommando über den Nordkaukasischen Militärbezirk führte er von 1927 bis 1931. Danach übernahm er das Kommando über den Militärbezirk von Leningrad bis 1935. Von 1935 bis 1938 befehligte er den Weißrussischen  Militärbezirk. Erstmals wurde er 1937 Deputierter der Versammlung des Obersten Sowjets. Im Zuge der stalinistischen Säuberungen wurde 1937 ein militärisches Sondergericht auf Befehl Stalins eingesetzt. Der Militärrichter Wassili Wassiljewitsch Ulrich führte das Sondergericht, dem auch Below angehörte.
Im Juni 1937 begann der Prozess gegen die Kommandeure Robert Eidemann, Boris Feldman, Iona Jakir, August Kork, Witali Primakow, Witowt Putna und Michail Tuchatschewski, die alle zum Tode durch Erschießen verurteilt wurden.
Als Below sich gegen die Verhaftung des Generals Serditsch wandte, geriet er selbst in Verdacht ein Verschwörer zu sein. Im Januar 1938 befahl man ihn nach Moskau zu kommen, wo er sofort vom Geheimdienst verhaftet wurde. Ihm wurde vorgeworfen, mit der Intervention für seinen Korpskommandeur Serditsch ein kriminelles Vergehen begangen zu haben. Das Gericht verurteilte ihn zum Tod durch Erschießen. Das Urteil wurde am 29. Juni 1938 vollstreckt. Eine Rehabilitation fand erst nach dem Tod Stalins statt.